# Josh Gibson
Joshua Gibson (21 de diciembre de 1911-20 de enero de 1947) fue un receptor de béisbol estadounidense principalmente en las Ligas Negras. Los historiadores del béisbol consideran a Gibson entre los mejores bateadores y receptores de poder en la historia del béisbol. En 1972, se convirtió en el segundo jugador de la liga negra en ser incluido en el Salón de la Fama del Béisbol Nacional. [1]
Gibson jugó para los Homestead Grays de 1930 a 1931, pasó a los Pittsburgh Crawfords de 1932 a 1936 y regresó a los Grays de 1937 a 1939 y de 1942 a 1946. En 1937, jugó para Ciudad Trujillo en la Liga Dominicana de Trujillo y de 1940 a 1941 jugó en la Liga Mexicana para los Rojos del Águila de Veracruz. Gibson se desempeñó como el primer mánager de los Cangrejeros de Santurce, una de las franquicias más históricas de la Liga de Béisbol de Puerto Rico .
Gibson era conocido como un bateador de poder espectacular que, según algunos relatos, conectó cerca de 800 jonrones en su carrera. Era conocido como el Babe Ruth negro. [2] De hecho, algunos fanáticos en ese momento que vieron batear a Ruth y Gibson llamaron a Ruth "el Josh Gibson blanco". [3] Gibson nunca jugó en las Ligas Mayores debido al "acuerdo de caballeros" no escrito que impedía la participación de jugadores que no fueran blancos. Medía 6 pies 1 pulgada (1,85 m) y pesaba 210 libras (95 kg) en la cima de su carrera. [4] Fue el primer jugador, Oscar Charleston en ganar la triple corona de bateo consecutivas (liderando la liga en jonrones, carreras impulsadas, promedio de bateo) y ningún bateador ha logrado la hazaña desde entonces.
El 16 de diciembre de 2020, Major League Baseball anunció que reconocerá los récords de la Liga nNegra, lo que le otorga a Gibson el segundo promedio de bateo más alto de las Grandes Ligas en una sola temporada con .466 (1943). [5]
Una torre de agua en Buena Vista , Georgia , proclama con orgullo que la ciudad es el "Hogar de Josh Gibson".

### Infancia
Joshua Gibson nació en Buena Vista, Georgia [6] hijo de Mark y Nancy (Woodlock) Gibson y tenía un hermano menor, Jerry, compañero de la Liga Negra y una hermana. [7] En 1923, Gibson se mudó a Pittsburgh y su padre encontró trabajo en Carnegie-Illinois Steel Company. Al ingresar al sexto grado en Pittsburgh, Gibson se preparó para convertirse en electricista, asistiendo a la Escuela Pre-vocacional Allegheny y a la Escuela Pre-vocacional Conroy. En su adolescencia gustaba del atletismo en las pruebas de pista, a pesar de su porte robusto. Pero fue el béisbol el deporte que captó su atención y en el cual empezó a jugar de manera amateur. Su primera experiencia jugando béisbol para un equipo organizado llegó a los 16 años cuando jugó en la tercera base de un equipo amateur patrocinado por los grandes almacenes Gimbels, donde encontró trabajo como ascensorista. Poco después, fue reclutado por los Pittsburgh Crawfords, que en 1928 aún eran un equipo semiprofesional. Los Crawford, controlados por Gus Greenlee, eran el mejor equipo semiprofesional negro en el área de Pittsburgh y avanzarían al grupo de Liga Negra principal completamente profesional en 1931. [8]
En 1928, Gibson conoció a Helen Mason, con quien se casó el 7 de marzo de 1929. Cuando no jugaba béisbol, Gibson continuó trabajando en Gimbels, habiendo renunciado a sus planes de convertirse en electricista para seguir una carrera en el béisbol.
En el verano de 1930, Gibson, de 18 años, fue recogido por los Memphis Red Sox para un juego en Scranton, Pensilvania. A pesar de batear 2 de 4, [9] el mánager de los Red Sox,  Candy Jim Taylor, no quedó impresionado por Gibson y dijo después que nunca sería un receptor. Años después aceptaría su gran equivocación.[10]
Luego fue reclutado por Cumberland Posey, propietario de los Homestead Grays, que eran el equipo preeminente de la Liga Negra en Pittsburgh. Gibson debutó con los Grays el 31 de julio de 1930. El 11 de agosto, la esposa de Gibson, embarazada de gemelos, tuvo un parto prematuro y murió al dar a luz a un hijo gemelo, Josh Gibson Jr. y una hija, Helen, que lleva el nombre de su madre. Los padres de Helen criaron a los niños.

## Inicios
Muchos de los hechos de Gibson rozan la leyenda deportiva aún desde su ingreso a la Negro League en 1930. Según algunos, esta se produjo en Pittsburgh al ser llamado directamente desde las gradas por el mánager de los Homestead Grays, al lesionarse la mano el cácher titular, sabiendo el manejador del potencial del chico. La verdad parece ser que lo mandó a traer con un taxi través de la ciudad donde jugaba con un equipo semiprofesional. Innings después hizo su debut, y al día siguiente fue contratado.

## Carrera en la Negro League y América Latina
En su primer año de bateo logró un promedio de .461. Además, según un reporte de la revista Sporting News, realizó en el Yankee Stadium un homerun de 580 pies de largo. En el año 1931 se le acreditan 75 cuadrangulares.
En 1932 se trasladó a los Pittsburgh Crawfords donde jugó junto al pitcher Satchel Paige, con quien formó una de las baterías (pitcher y cácher) más famosas de la historia de este deporte, por cinco años este equipo dominó la liga. En 1934 Gibson bateó 69 cuadrangulares y en 1937 disparó 55 con .467 de promedio (en cinco años fue tres veces el pelotero con mayor número de homeruns). Retornó a los Grays en 1936, lo que marcó el inicio de nueve títulos consecutivos conseguidos por este club.
Su primera experiencia fuera de Estados Unidos fue en 1937 en República Dominicana donde jugó junto a Paige en un equipo propiedad del dictador Rafael Trujillo. En su regreso a la Negro League logró dos títulos más con el mayor número de cuadrangulares, y de bateo en 1938. Durante esos años al parecer tuvo acercamientos con los Washington Senators de las mayores pero la barrera del color se interpuso.
En 1940 y 1941 retornó a América Latina a las ligas de México y Puerto Rico, pero fue forzado a retornar debido a un juicio interpuesto en 1942 por el propietario de los Homestead Grays.

## Años finales
En 1943 se le diagnosticó un tumor cerebral, después de haber colapsado a principios del año. Probablemente esto incidió en su comportamiento diario pues se hizo irritable, y, por su fuera poco, había caído en el alcoholismo. Se negó a ser operado por temor a terminar en estado vegetativo, pero esto no interrumpió su desempeño en el campo al conseguir dos títulos de bateo y tres más de cuadrangulares.
Acerca de su muerte hay en diferentes versiones: una es que después de hablar incoherentemente murió en su cuarto, rodeado de sus familiares y sus trofeos. La versión más creíble fue que repentinamente murió en un teatro en Pittsburgh. Tenía apenas 35 años. 
El final de Gibson tuvo como marca la ironía pues ese mismo año, cinco meses después de su fallecimiento, Jackie Robinson rompió los prejuicios raciales e hizo su debut en las grandes ligas. Satchel lo logró en 1948. Eso fue algo que Gibson jamás pudo conseguir a pesar de su poderoso desempeño.
Muchas de las estadísticas personales de Gibson son inciertas. Su placa del Salón de la Fama indica que “casi” alcanzó los 800 jonrones en su vida profesional. Otros la fijan en 963 en 17 años de carrera. Es admitido, sin embargo, que usualmente sus cuadrangulares alcanzaban más de 500 pies (150 metros); también hay documentación que entre 1930 y 1951 Josh bateó con promedio de .351. En juegos contra jugadores de grandes ligas tuvo registrado un promedio de .426. En un suceso que los historiadores consideran poco probable, algunos acreditan Gibson como el único jugador en haber sacado la pelota literalmente fuera del antiguo Yankee Stadium en 1934.
De carácter reservado, muy diferente al extrovertido Paige, Gibson dejó la incertidumbre de qué habría ocurrido si hubiera jugado en las mayores. A pesar de ello las palabras de quienes lo conocieron no dejan duda de su calidad de pelotero. El propietario de los Homstead Grays, Cum Posey dijo de él: “ el mejor pelotero, negro o blanco, que hemos visto en todos estos años en que hemos seguido el béisbol”.